# سانا نياسي
سانا نياسي (بالإنجليزية: Sanna Nyassi)‏ (31 يناير 1989 في غامبيا - ) هو لاعب كرة قدم غامبي في مركز جناح ‏. شارك مع منتخب غامبيا تحت 17 سنة لكرة القدم ومنتخب غامبيا تحت 20 سنة لكرة القدم ومنتخب غامبيا لكرة القدم. أما مع النوادي، فقد لعب مع إمباكت مونتريال وسان خوسيه إيرثكويكس وسياتل ساوندرز وشيكاغو فاير وفانكوفر وايتكابس وكولورادو رابيدز وGambia Ports Authority FC ‏ وSeattle Sounders (1994–2008) ‏.

## وصلات خارجية
- سانا نياسي على موقع الاتحاد الدولي (مؤرشف)  (الإنجليزية)
- سانا نياسي على موقع الدوري الأمريكي (الإنجليزية)
- سانا نياسي على موقع قاعدة بيانات كرة القدم.إي يو (الإنجليزية)
- سانا نياسي على موقع ناشيونال فوتبول تيمز (الإنجليزية)
- سانا نياسي على موقع عالم كرة القدم.نت (الإنجليزية)
- سانا نياسي على موقع AS.com (الإسبانية)